# Josseline Gaël
Jeannine Blanleuil més coneguda com Josseline Gaël (6è districte de París, 4 de febrer de 1917 - Saint-Michel-d'Entraygues, 10 d’agost de 1995) va ser una actriu francesa.

## Biografia
Josseline Gaël, Jeannine Augustine Jeanne Blanleuil de nom de naixement complet, va néixer al barri de Montmartre. La seva mare era conserge al costat dels Estudis Francœur.
Va començar a rodar als sis anys a la pel·lícula Un million dans une main d'enfant. Va ser la companya de Jules Berry amb qui va tenir una filla, Michèle, nascuda el 1939.
Josseline va conèixer Jules el 1935, quan van rodar junts la pel·lícula Jeunes Filles à marier. Josseline tenia llavors 18 anys i Jules en tenia cinquanta.
Durant l'ocupació, Josseline Gaël va tenir una aventura amb Antonin "Tony" Saunier, un gàngster que informava a la Gestapo a Lió. Va ser detingut el 1944 i afusellat el 1946.
El juny de 1945, també va ser detinguda a París, arran d'una ordre de la fiscalia de Lió contra ella. Va ser empresonada el desembre de 1944 i després jutjada.
El seu judici va començar el 7 d'abril de 1946 a Lió. Jules Berry declara a favor seu, però no va anar al judici. Va ser condemnada a la indignitat nacional per tota la vida, a la confiscació dels seus béns i a vint anys de prohibició d'estada als departaments de la regió de París, Var i Alps Marítims.
El juliol de 1947, va denunciar tres membres de les FFI i els va acusar d'haver-li robat joies per un valor total de set milions de francs durant una escorcoll al seu apartament al boulevard Raspail l'endemà de l'Alliberament de París. Les joies van ser confiscades després de la seva condemna, després van ser robades el maig de 1948 a l'Hôtel Drouot abans de ser subhastades a petició de l'administració de Dominis.

## Filmografia
- 1921 : Un million dans une main d'enfant  d'Adrien Caillard
- 1924 : Le Stigmate de Maurice Champreux i Louis Feuillade
- 1926 : Simone d'Émile-Bernard Donatien : Simone enfant
- 1930 : Une femme a menti de Charles de Rochefort
- 1930 : L'amour chante de Robert Florey
- 1930 : Les Amours de minuit d'Augusto Genina i Marc Allégret : Fanny
- 1930 : Mitternachtsliebe de Carl Froelich (version allemande du film précédent)
- 1931 : Tout ça ne vaut pas l'amour de Jacques Tourneur
- 1931 : Baleydier de Jean Mamy : Lola
- 1931 : Cœurs joyeux de Hanns Schwarz i Max de Vaucorbeil
- 1931 : Le Monsieur de minuit d'Harry Lachman
- 1931 : Pour un sou d'amour de Jean Grémillon
- 1932 : Monsieur de Pourceaugnac de Gaston Ravel i Tony Lekain
- 1933 : L'Abbé Constantin de Jean-Paul Paulin
- 1933 : Tambour battant d'André Beucler i Arthur Robison
- 1934 : Les Misérables de Raymond Bernard : Cosette adulte
- 1934 : Le Bossu de René Sti : Aurore de Nevers
- 1934 : Un homme en or de Jean Dréville : Marcelle
- 1934 : Les Hommes de la côte d'André Pellenc
- 1935 : Le Monde où l'on s'ennuie de Jean de Marguenat : Suzanne de Villiers
- 1935 : Jeunes Filles à marier de Jean Vallée
- 1935 : Monsieur Sans-Gêne de Karl Anton
- 1935 : Pluie d'or de Willy Rozier
- 1936 : L'Enfant du Danube de Charles Le Derlé i André Alexandre
- 1936 : La Madone de l'Atlantique de Pierre Weill
- 1936 : Monsieur Personne de Christian-Jaque
- 1936 : Puits en flammes de Victor Tourjansky
- 1937 : Un déjeuner de soleil de Marcel Cravenne
- 1937 : Ma petite marquise de Robert Péguy
- 1937 : Un scandale aux Galeries de René Sti
- 1938 : Les Deux Combinards de Jacques Houssin
- 1938 : Le Plus beau gosse de France de René Pujol
- 1938 : Barnabé d'Alexandre Esway
- 1938 : Les Femmes collantes de Pierre Caron
- 1938 : Le Monsieur de cinq heures de Pierre Caron
- 1938 : Remontons les Champs-Élysées de Sacha Guitry
- 1938 : Son oncle de Normandie de Jean Dréville
- 1939 : Face au destin d'Henri Fescourt : L'amie de Claude
- 1939 : Grand-père de Robert Péguy : Solange
- 1940 : L'An 40 de Fernand Rivers
- 1940 : Chambre 13 d'André Hugon : Geneviève d'Antibes
- 1941 : Un chapeau de paille d'Italie de Maurice Cammage
- 1941 : Une vie de chien de Maurice Cammage
- 1941 : La Neige sur les pas d'André Berthomieu
- 1942 : La Main du diable de Maurice Tourneur
- 1943 : Coup de tête de René Le Hénaff : Colette de Saint-Elme
- 1943 : Le Soleil de minuit de Bernard Roland
- 1943 :  T'amero sempre de Mario Camerini
- 1944 : L'Île d'amour de Maurice Cam

## Teatre
- 1926 : Le Lit nuptial de Charles Méré, Théâtre de la Renaissance
- 1929 : L'Escalier de service de Georges Oltramare, Théâtre Michel
- 1938 : Le Comédien de Sacha Guitry, Théâtre de la Madeleine
- 1940 : Banco d'Alfred Savoir, Théâtre Marigny
- 1941 : Monsieur de Saint-Obin d'Harwood Picard, Teatre del Capitoli
- 1950 : Cabrioles de Roger Ferdinand, Théâtre Édouard VII
- 1951 : Ce monde n'est pas fait pour les anges de Pascal Bastia, Théâtre Édouard VII